# Amorestremo
Amorestremo è un film italiano del 2001 diretto da Maria Martinelli, ispirato al romanzo di Claudia Salvatori Schiavo e padrona. La pellicola è considerata un thriller a luci rosse, date le esplicite scene di nudo e sesso del protagonista, il noto pornoattore Rocco Siffredi. Il film è stato mostrato al Festival cinematografico internazionale di Mosca (2002, traduttore - Andrey Efremov).

## Trama
Ghost, un poliziotto masochista, e Xenia, una bibliotecaria sadica, sono iscritti a un sito di appuntamenti al buio. I due, desiderosi di esperienze sessuali estreme, si conoscono online e fissano un incontro durante il quale danno sfogo a tutte le loro fantasie. Al risveglio dalla notte di passione, Xenia trova Ghost come lo aveva lasciato, ancora nudo e legato ad una trave, ma il ragazzo è morto sgozzato. La donna, non riuscendo a ricordare l'accaduto, cerca di fuggire per non essere incolpata dell'omicidio ma viene rintracciata da Silver, il migliore amico di Ghost che vuole scovare il responsabile. I due, muovendosi nell'oscuro mondo delle perversioni erotiche, decidono di collaborare per assicurare alla giustizia l'assassino.